# Archers Cay
Archers Cay är en ö i Bahamas.   Den ligger i distriktet Central Abaco District, i den norra delen av landet, 170 kilometer norr om huvudstaden Nassau.
Trakten runt Archers Cay består huvudsakligen av våtmarker. Runt Archers Cay är det glesbefolkat, med 10 invånare per kvadratkilometer.